# 凱瑟琳·卡爾
凱瑟琳·奧古絲塔·卡爾（英語：Katharine Augusta Carl，1865年2月12日—1938年12月7日），美國畫家和作家，以曾經為慈禧太后畫肖像畫著名。她於1903年到達中國，花了九個月的時間為慈禧太后作畫，並在美國聖路易斯博覽會上展出。她返回美國後，把她的經歷寫成With the Empress Dowager出版，中文譯為《慈禧寫照記》。她於1865年在美國路易斯安那州新奧爾良出生，1938年死於紐約市。

## 延伸阅读
- Muriel Molland Jernigan, Forbidden City, New York, Crown Publishers, 1954.
- Lolan Wang Grady, Book Review of With the Empress Dowager Of China by Katharine Augusta Carl, Association of Universities and Colleges of Canada, Ottawa.